# Spyro Gyra

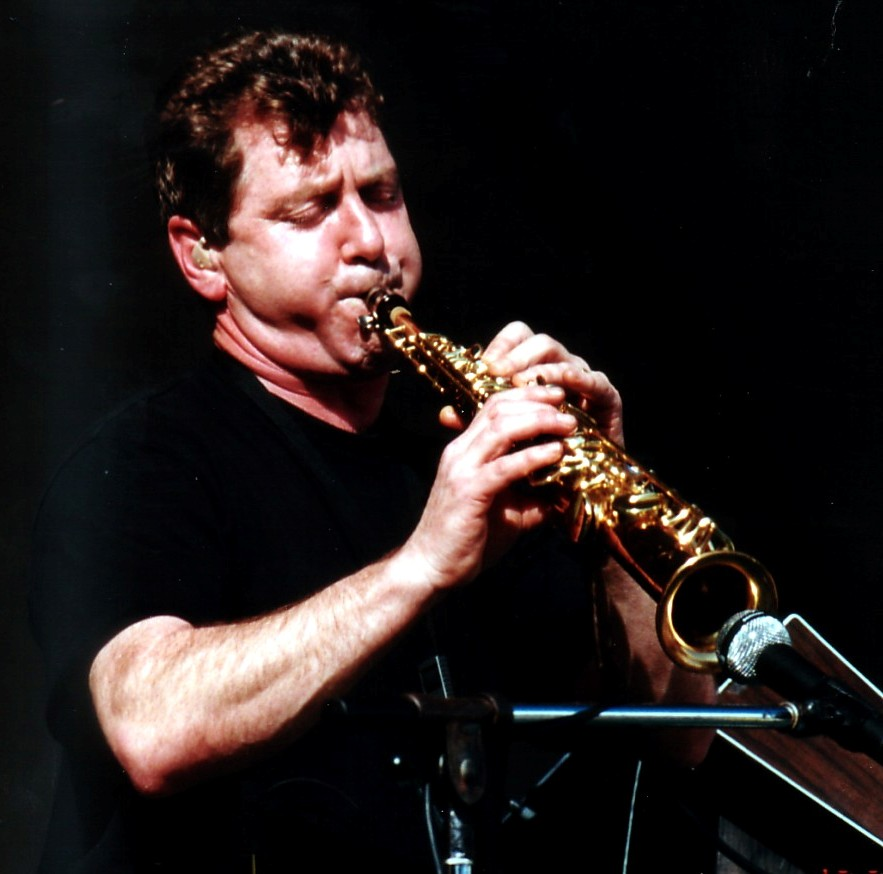
Jay Beckenstein

Spyro Gyra ist eine US-amerikanische Jazz-Fusion-Band. Sie wurde Anfang der 1970er-Jahre vom Saxophonisten Jay Beckenstein (* 1951) und dem Keyboarder Jeremy Wall in Buffalo gegründet.
Mit über 20 Alben und weltweit mehr als zehn Millionen verkaufter Schallplatten gehören Spyro Gyra zu den profiliertesten und kommerziell erfolgreichsten Bands in der Geschichte des Jazz. Zwischen 1980 und 1985 wurde die Band mit sieben Grammys ausgezeichnet.

## Geschichte
Die Band entstand aus Jam-Sessions von Musikern in Buffalo, New York, die sich teilweise noch von der High School kannten und teilweise einen Rhythm-and-Blues-Hintergrund hatten. Der Name entstand aus einem Scherz – der Clubbesitzer drängte darauf und Beckenstein kramte eine Algenart Spirogyra, im Deutschen oft als Schraubenalge bezeichnet, aus seinem Gedächtnis, die er noch aus dem Biologie-Unterricht kannte. Zu den Anfangsmitgliedern gehörten neben Beckenstein und Wall (der aber ab 1978 nicht mehr zur Live-Band gehörte) u. a. Tom Schuman (Keyboards), die Gitarristen Freddy Rapillo und Rick Strauss, sowie die Schlagzeuger Tom Duffy und Ted Reinhardt. Bis 1994 war auch Dave Samuels, der auf dem Marimbaphon karibisches Flair einbrachte, häufig als Gast dabei. Ihre erste Platte erschien 1978 (Spyro Gyra) mit ihrem Hit Shaker Song. Den Durchbruch hatten sie mit dem Nachfolgealbum Morning Dance und der gleichnamigen Hit-Single, erschienen 1979.
2024 zum 50-jährigen Jubiläum besteht das Line-up der Band aus Jay Beckenstein (Saxophon), Chris Fischer (Keyboards, Piano), Julio Fernandez (Gitarren), Scott Ambush (Bass), Lionel Cordew (Schlagzeug, Percussion).

## Diskografie

### Alben
| Jahr | Titel                 | Höchstplatzierung, Gesamtwochen, AuszeichnungChartplatzierungen (Jahr, Titel, Platzierungen, Wochen, Auszeichnungen, Anmerkungen) | Höchstplatzierung, Gesamtwochen, AuszeichnungChartplatzierungen (Jahr, Titel, Platzierungen, Wochen, Auszeichnungen, Anmerkungen) | Anmerkungen         |
| Jahr | Titel                 | UK | US | Anmerkungen         |
| ---- | --------------------- | --- | --- | ------------------- |
| 1978 | Spyro Gyra            | — | US99 (12 Wo.)US |                     |
| 1979 | Morning Dance         | UK11 Silber · (16 Wo.)UK | US27 Platin · (41 Wo.)US |                     |
| 1980 | Catching the Sun      | UK31 (7 Wo.)UK | US19 Gold · (29 Wo.)US |                     |
| 1980 | Carnaval              | — | US49 Gold · (30 Wo.)US |                     |
| 1981 | Freetime              | — | US41 (27 Wo.)US |                     |
| 1982 | Incognito             | — | US46 (24 Wo.)US |                     |
| 1983 | City Kids             | — | US66 (16 Wo.)US |                     |
| 1984 | Access All Areas      | — | US59 (19 Wo.)US | Livealbum           |
| 1985 | Alternating Currents  | — | US66 (23 Wo.)US |                     |
| 1986 | Breakout              | — | US71 (19 Wo.)US |                     |
| 1987 | Stories Without Words | — | US84 (9 Wo.)US |                     |
| 1988 | Rites of Summer       | — | US104 (8 Wo.)US |                     |
| 1989 | Point of View         | — | US120 (6 Wo.)US |                     |
| 1990 | Fast Forward          | — | US117 (8 Wo.)US | mit Jay Beckenstein |
| 1991 | Collection            | — | US156 (2 Wo.)US | Kompilation         |

Weitere Alben
- 1992: Three Wishes
- 1993: Dreams Beyond Control
- 1994: Love and Other Obsessions
- 1996: Heart of the Night
- 1997: 20/20
- 1998: Road Scholars (Livealbum)
- 1999: Got the Magic
- 2001: In Modern Times
- 2003: Original Cinema
- 2004: The Deep End
- 2006: Wrapped in a Dream
- 2007: Good to Go-Go
- 2008: A Night Before Christmas
- 2009: Down the Wire
- 2011: A Foreign Affair
- 2013: The Rhinebeck Sessions
- 2016: Best of the Heads Up Years
- 2019: Vinyl Tap
- 2024: 50/50 Single
- 2024: Jubilee

### Singles
| Jahr | Titel Album            | Höchstplatzierung, Gesamtwochen, AuszeichnungChartplatzierungen (Jahr, Titel, Album, Platzierungen, Wochen, Auszeichnungen, Anmerkungen) | Höchstplatzierung, Gesamtwochen, AuszeichnungChartplatzierungen (Jahr, Titel, Album, Platzierungen, Wochen, Auszeichnungen, Anmerkungen) | Anmerkungen |
| Jahr | Titel Album            | UK | US | Anmerkungen |
| ---- | ---------------------- | --- | --- | ----------- |
| 1978 | Shaker Song Spyro Gyra | — | US90 (5 Wo.)US |             |
| 1979 | Morning Dance          | UK17 (10 Wo.)UK | US24 (15 Wo.)US |             |
| 1980 | Catching The Sun       | — | US68 (5 Wo.)US |             |
| 1981 | Cafe Amore Carnaval    | — | US77 (5 Wo.)US |             |